# Alexandre Di Estefano
Alexandre Di Estefano (* 5. Februar 1993 in Governador Valadares), mit vollständigen Namen Alexandre di Estefano Marcena Rodrigues ist ein brasilianischer Fußballspieler.

## Karriere
Von 2008 bis 2012 stand Alexandre Di Estefano bei Atlético Mineiro in Brasilien unter Vertrag. Hier spielte er für die U20–Mannschaft. Von 2009 bis 2012 wurde er an die U20 vom SE Internacional nach Porto Alegre ausgeliehen. 2013 wechselte er zu Atlético Mineiro nach Belo Horizonte. Hier wurde er in der B–Mannschaft eingesetzt. Über die brasilianischen Stationen Boa EC, CA Sorocaba und EC Pelotas ging er 2016 nach Japan. Hier unterschrieb er einen Vertrag bei SC Sagamihara. Der Verein aus Sagamihara spielte in der Dritten Liga, der J3 League. Nach einem Jahr in Japan wechselte er 2017 wieder in seine Heimat und schloss sich dem Nacional AC aus Muriaé an. Hier spielte er bis Ende 2018. Anfang 2019 wechselte er nach Südkorea, wo ihn der Pocheon Citizen FC aus Pocheon unter Vertrag nahm. Im Mai 2019 kehrte er kurzzeitig zu Sociedade Imperatriz de Desportos aus Imperatriz zurück. Anfang Juli 2019 wechselte nach Thailand. In Bangkok unterschrieb er einen Vertrag beim Zweitligisten Kasetsart FC. Für den Bangkoker Verein spielte er siebenmal in der Rückrunde. Der ebenfalls in Bangkok beheimatete Zweitligist MOF Customs United FC nahm ihn 2020 unter Vertrag. Nach der Hinrunde, in der dreimal auf dem Platz stand, kehrte er in seine Heimat zurück. Hier schloss er sich für den Rest des Jahres dem EC Rio São Paulo an. 2021 wechselte er zu AA Luziânia nach Luziânia. Im August 2021 zog es ihn wieder nach Thailand, wo er einen Vertrag beim Drittligisten Muang Loei United FC unterschrieb. Bei dem Verein aus Loei stand er bis Dezember 2021 unter Vertrag. Im Dezember 2021 wechselte er zum Drittligisten Krabi FC. Mit dem Verein aus Krabi spielt er in der Southern Region der Liga. Am Ende der Saison 2021/22 wurde er mit Krabi Meister der Region. In der National Championship, den Aufstiegsspielen zur zweiten Liga, belegte man hinter dem Uthai Thani FC den zweiten Platz und stieg in zweite Liga auf. Nach dem Aufstieg verließ er den Verein und schloss sich seinem ehemaligen Verein, dem Zweitligisten Customs United FC an. Mit dem Verein aus Samut Prakan wurde man am Ende der Saison 2022/23 Tabellendritter und qualifizierte sich somit für die Aufstiegsspiele zur ersten Liga. Hier musste man sich jedoch im Finale gegen den Uthai Thani FC geschlagen geben. Im Sommer 2023 ging er nach Albanien. Hier schloss er sich dem Erstligisten KS Flamurtari Vlora aus Vlora an.

## Erfolge
Krabi FC
- Thai League 3 – South: 2021/22
- Thai League 3 – National Championship: 2021/22  ▲